# Pinball Wizard/Dogs Part Two
Pinball Wizard/Dogs Part Two è il 15° singolo del gruppo musicale britannico The Who, pubblicato nel Regno Unito nel 1969.

## Tracce
Lato A
1. Pinball Wizard – 3:01 (Pete Townshend)

Lato B
1. Dogs Part Two – 2:22 (Keith Moon, Towser, Jason)

## Storia
Il brano Pinball Wizard (letteralmente "Mago del flipper") è proviene dall'album Tommy; è scritto dal punto di vista di un campione mondiale di flipper, chiamato nel librettino dell'album Local Lad, stupito dall'incredibile talento del protagonista Tommy Walker. Secondo l'autore, il brano presenta delle influenze della musica barocca del compositore britannico Henry Purcell.
La B-side invece è uno strumentale accreditato a Keith Moon e "Towser & Jason" (rispettivamente i cani di Pete Townshend e John Entwistle). Nonostante il titolo, il brano non possiede nessun collegamento musicale con il precedente singolo del gruppo, Dogs/Call Me Lightning.

## Accoglienza
Il disco arrivò in quarta posizione nelle classifiche inglesi e in diciannovesima negli Stati Uniti.

## Cover
- Elton John ne fece una delle prime versioni per la colonna sonora del film Tommy pubblicata come singolo nel 1975 negli Stati Uniti e nel 1976 nel Regno Unito, dove raggiunse la settima posizione; questa versione ha dei versi inediti scritti da Pete Townshend appositamente per il film. È l'unica cover di Pinball Wizard ad aver raggiunto la Top Ten ed è stata parte delle scalette dei concerti di Elton John.
- Anche i New Seekers hanno fatto una reinterpretazione del brano nel 1973 che raggiunse il sedicesimo posto nelle classifiche inglesi.
- Rod Stewart ha eseguito il brano nel 1972 per la versione orchestrale di Tommy e lo ha incluso in numerose compilation.
- I Tenacious D hanno inserito la canzone nel loro tour del 2006-2007, unendola con altri brani di Tommy.
- Altre cover sono state eseguite dai McFly, dai Flaming Lips e dai Thunder, mentre i Genesis ne suonavano una parte nel loro medley Turn It On Again.

## Influenza culturale
Il pezzo Pinball Wizard è stato cantato nel programma televisivo Rock Star: Supernova da Storm Large e appare nei videogiochi Rock Band 2 e Karaoke Revolution: American Idol Encore 2; la NanoTech Entertainment ha inoltre messo in commercio un controller per PC, chiamato Pinball Wizard.
Un richiamo del riff d'apertura di Pinball Wizard è nel brano Small Beginnings della band Flash del 1972, suonato da Peter Banks.